# Cassien de Tingis
Pour les articles homonymes, voir Cassien.

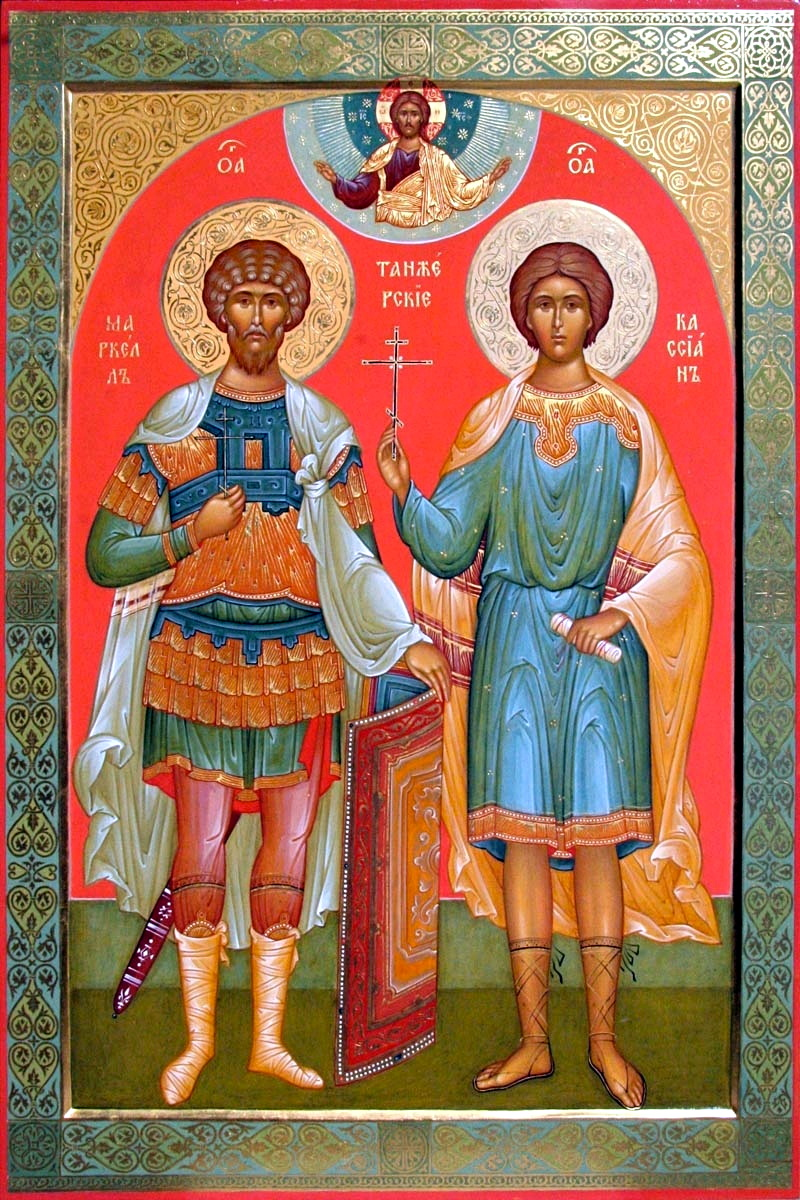
Icône de saint Marcel et de saint Cassien de Tingis (à droite), église orthodoxe russe de Rabat.

Cassien de Tingis (en latin : Cassius), mort décapité le 3 décembre 298 à Tingis (aujourd'hui Tanger au Maroc), est un martyr chrétien considéré comme saint par l'Église catholique et l'Église orthodoxe.

## Biographie
La tradition fixe son martyre sous Dioclétien le 3 décembre 298, à la suite de celui de saint Marcel de Tingis. Il aurait été greffier de tribunal. Toutefois certains historiens remettent cette date en cause. La mémoire de saint Cassien est rappelée par le poète Prudence (mort en 348) dans son hymne Liber Peristephanon (De Coronis Martyrum) (Carmen IV, 45-48 Hymnus in honorem sanctorum decem et octo martyrum Cæsaraugustanorum) :
« Ingeret Tingis sua Cassianum,

festa Massylum monumenta regum,

qui cinis gentes domitas cœgit

ad iuga Christi ».

## Fête
- Église catholique : 3 décembre
- Église protestante évangélique : 28 octobre avec Marcellus de Tanger